# Petre Dumitru
Petre Dumitru (Slobozia, 11 novembre 1957) è un ex sollevatore rumeno medagliato olimpico che ha gareggiato nelle categorie dei pesi massimi leggeri (fino a 82,5 kg.) e dei pesi medio-massimi (fino a 90 kg.).

## Carriera
Nel 1980 Petre Dumitru partecipò alle Olimpiadi di Mosca, che valevano anche come campionati mondiali, nella categoria dei pesi massimi leggeri, non riuscendo a terminare la gara in quanto fallì i tre tentativi nella prova di slancio, dopo aver concluso la prova di strappo in quarta posizione.
Quattro anni dopo conquistò la medaglia d'argento nei pesi medio-massimi alle Olimpiadi di Los Angeles 1984 con 360 kg. nel totale, alle spalle del connazionale Nicu Vlad (392,5 kg.). In quell'anno la competizione olimpica di sollevamento pesi era valida anche come Campionato mondiale.